# Henry Hampden Rich
Henry Hampden Rich, britanski general, * 1891, † 1974.